# Benzoxónium-klorid
A benzoxónium-klorid (INN: benzoxonium chloride) erős bakteriosztatikus és baktericid hatású a Gram-pozitív és kisebb mértékben a Gram-negatív kórokozókra. Különösen hatásos a száj- és torokfertőzéseket okozó, valamint a dentális plakkok képződéséért felelős törzsekre.
A benzoxónium-kloridnak fungicid hatása is van, valamint antivirális tulajdonságokkal rendelkezik a membránnal bíró vírusok, mint például az influenza, parainfluenza és herpes simplex vírusokkal szemben.
Ez az antiszeptikus, kationos szerkezet nagyfokú felületi aktivitással rendelkezik, ami erős penetrációt tesz lehetővé a környező szövetekbe.

## Farmakokinetikai tulajdonságok
A benzoxónium-klorid szisztémásan gyakorlatilag nem szívódik fel. Emberben a vizelettel kis mértékben ürül (24 óra alatt a bevitt dózis kb. 1%-a). Plazmaszintje alig mérhető.
Állatkísérletek során a per os alkalmazott gyógyszer kb. 95%-a kiürül a széklettel. Szövetekben kumuláció nem volt megfigyelhető.

## Készítmények
- Mebucain (Novartis)